# أزرا هاجيتش
أزرا هاجيتش (بالإنجليزية: Azra Hadzic)‏ مواليد 26 نوفمبر 1994 في فيكتوريا، أستراليا، هي لاعبة كرة مضرب أسترالية سابقة بدأت مسيرتها كمحترفة سنة 2009، اعتزلت اللعب في 2014. أعلى تصنيف لها في الفردي كان 301. أعلى تصنيف لها في الزوجي كان 512.

## النهائيات

### الفردي (1–1)
| الحصيلة | الرقم | التاريخ        | الدورة            | الأرضية | المنافس       | النتيجة       |
| ------- | ----- | -------------- | ----------------- | ------- | ------------- | ------------- |
| الوصافة | 1.    | 18 فبراير 2013 | ميلدورا، أستراليا | عشبية   | كسينيا ليكينا | 6–7(3–7), 3–6 |
| الفوز   | 1.    | 16 سبتمبر 2013 | كيرنز، أستراليا   | صلبة    | جيسيكا مور    | 6–3, 3–6, 6–2 |

## روابط خارجية
- أزرا هاجيتش على موقع رابطة محترفات التنس (الإنجليزية)
- أزرا هاجيتش على موقع الاتحاد الدولي لكرة المضرب (الإنجليزية)
- أزرا هاجيتش على موقع اتحاد التنس الأسترالي (الإنجليزية)
- أزرا هاجيتش على موقع إي إس بي إن.كوم (الإنجليزية)